# كيوبيد نائم
كيوبيد نائم هي لوحة زيتية رسمها كارافاجيو في عام 1608، اللوحة حالياً معروضة في قصر بيتي بمدينة فلورنسا.